# A Estrada
A Estrada (spanska: La Estrada) är en stad och kommun i provinsen Pontevedra i den autonoma regionen Galicien i nordvästra Spanien. Den ligger cirka 22 kilometer söder om Santiago de Compostela. Kommunen har 20 139 invånare (2024), på en yta av 280,74 km².